# Tom Kouzmanis
Tom Kouzmanis (East York, 22 aprile 1973) è un ex calciatore canadese, di ruolo centrocampista.

## Carriera
Ha giocato prevalentemente in squadre canadesi dilettanti, degni di nota sono gli anni al Montréal Impact dove gioca complessivamente colleziona 24 partite segnando una rete.

## Nazionale
Il 1º agosto 1995 esordisce con la nazionale canadese partendo titolare nell'amichevole contro la nazionale giamaicana, realizzando una doppietta. Due giorni dopo realizza un'altra doppietta contro la nazionale trinidadiana. Nel 1996 viene convocato e gioca una partita della Gold Cup. Complessivamente gioca 5 partite e segna 4 reti in nazionale.

## Statistiche

### Cronologia presenze e reti in Nazionale
| Cronologia completa delle presenze e delle reti in nazionale ― Canada | Cronologia completa delle presenze e delle reti in nazionale ― Canada | Cronologia completa delle presenze e delle reti in nazionale ― Canada | Cronologia completa delle presenze e delle reti in nazionale ― Canada | Cronologia completa delle presenze e delle reti in nazionale ― Canada | Cronologia completa delle presenze e delle reti in nazionale ― Canada | Cronologia completa delle presenze e delle reti in nazionale ― Canada | Cronologia completa delle presenze e delle reti in nazionale ― Canada |
| Data                                                                  | Città                                                                 | In casa                                                               | Risultato                                                             | Ospiti                                                                | Competizione                                                          | Reti                                                                  | Note                                                                  |
| --------------------------------------------------------------------- | --------------------------------------------------------------------- | --------------------------------------------------------------------- | --------------------------------------------------------------------- | --------------------------------------------------------------------- | --------------------------------------------------------------------- | --------------------------------------------------------------------- | --------------------------------------------------------------------- |
| 1-8-1995                                                              | Toronto                                                               | Canada                                                                | 3 – 1                                                                 | Giamaica                                                              | Amichevole                                                            | 2                                                                     | 84’                                                                   |
| 3-8-1995                                                              | Toronto                                                               | Canada                                                                | 3 – 1                                                                 | Trinidad e Tobago                                                     | Amichevole                                                            | 2                                                                     | 63’                                                                   |
| 11-10-1995                                                            | Concepcion                                                            | Cile                                                                  | 2 – 0                                                                 | Canada                                                                | Amichevole                                                            | -                                                                     |                                                                       |
| 10-1-1996                                                             | Anaheim                                                               | Canada                                                                | 3 – 0                                                                 | Honduras                                                              | Gold Cup 1996 - 1º turno                                              | -                                                                     | 46’                                                                   |
| 17-8-1997                                                             | Toronto                                                               | Canada                                                                | 0 – 1                                                                 | Iran                                                                  | Amichevole                                                            | -                                                                     | 46’                                                                   |
| Totale                                                                |                                                                       | Presenze                                                              | 5                                                                     |                                                                       | Reti                                                                  | 4                                                                     |                                                                       |